# Eddy Alvarez
Eddy Alvarez (n. 30 ianuarie 1990, Miami, Florida, SUA) este un sportiv ce a reprezentat Statele Unite ale Americii, medaliat olimpic. A participat la o ediție a Jocurilor Olimpice (2014) în care a câștigat o medalie de argint.

## Participări
Lista de mai jos prezintă principalele competiții la care a participat Eddy Alvarez de-a lungul carierei.
- short track speed skating at the 2014 Winter Olympics – men's 5000 metre relay[*]